# Первомайське сільське поселення (Алатирський район)
Первома́йське сільське поселення (рос. Первомайское сельское поселение) — муніципальне утворення у складі Алатирського району Чувашії, Росія. Адміністративний центр — селище Первомайський.
Станом на 2002 рік селище Чапаєвка перебувало у складі Староайбесинської сільської ради.

## Населення
Населення — 532 особи (2019, 656 у 2010, 908 у 2002).

## Склад
До складу поселення входять такі населені пункти:
| Населений пункт       | Населення, осіб (2002) | Населення, осіб (2010) |
| --------------------- | ---------------------- | ---------------------- |
| Первомайський, селище | 865                    | 636                    |
| Чапаєвка, селище      | 43                     | 20                     |